# Grenier de Seminaarinmäki
Le grenier de Seminaarinmäki (finnois : Seminaarinmäen viljamakasiini), est un bâtiment construit sur Seminaarinmäki à Jyväskylä en Finlande.

## Galerie

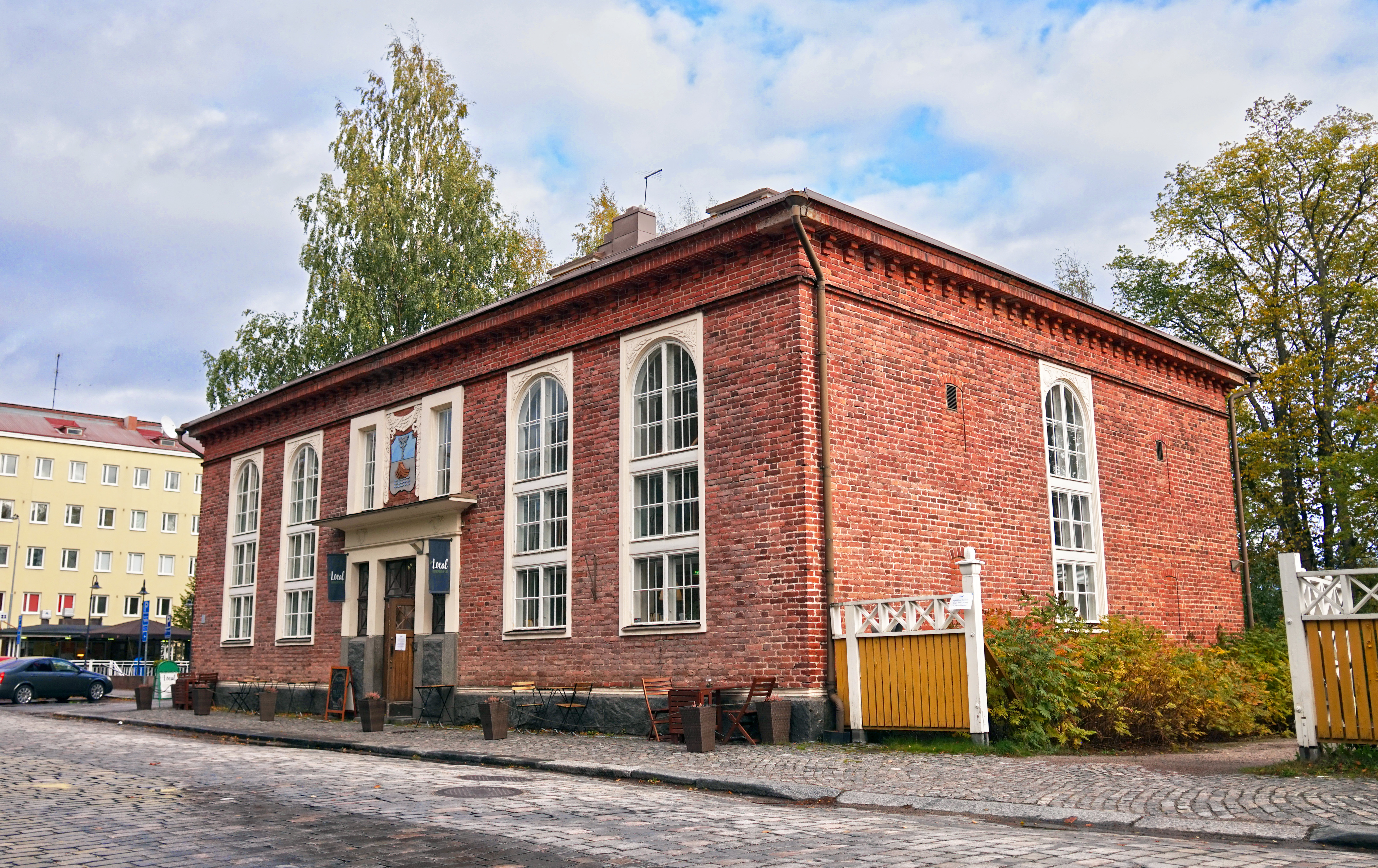
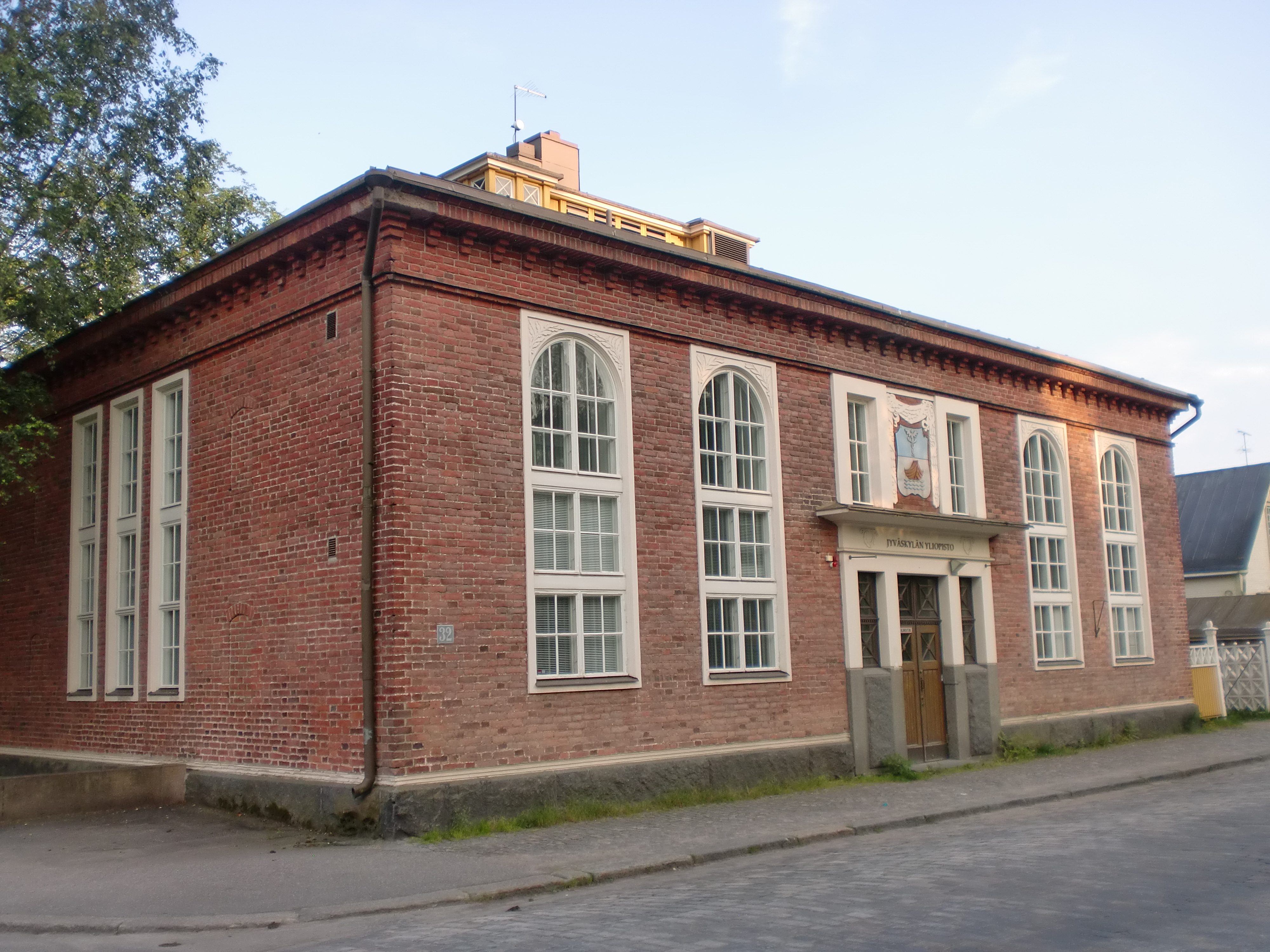